# Autreville-sur-Moselle
Autreville-sur-Moselle é uma comuna francesa na região administrativa de Grande Leste, no departamento de Meurthe-et-Moselle. Estende-se por uma área de 4,49 km². Em 2010 a comuna tinha 277 habitantes (densidade: 61,7 hab./km²).